# Ga Bàu Cá
Ga Bàu Cá là một nhà ga cũ trên tuyến đường sắt Bắc Nam nằm tại xã Tây Hòa, huyện Trảng Bom, tỉnh Đồng Nai.

## Tai nạn đường sắt 183 (1982)
Vào khoảng 5 giờ sáng ngày 17 tháng 3 năm 1982, đoàn tàu 183 (SE6) xuất phát từ Nha Trang đến Sài Gòn khi qua khúc cua Bàu Cá (Km 1668 + 400) thì bị lật. Hậu quả, 12 toa xe bị trật khỏi đường ray, đầu máy D9E-238 cũng bị lật ngửa. Vụ tai nạn đã khiến hơn 200 người tử vong và rất nhiều người bị thương. Sau vụ tai nạn, ga Bàu Cá ngưng hoạt động và di dời về nhà ga mới cách đó 500m.